# Körperspannung
Körperspannung bezeichnet die körperliche (Grund-)Spannung, die der Mensch braucht, um sich halten und bewegen zu können. Sie stellt ein Konzept dar, das den körperlichen Zustand des menschlichen Körpers (insbesondere dessen Muskeln) statisch und in der Bewegung beschreibt und in den Bereichen Sport, Bewegungstherapie, Tanz und Artistik Anwendung findet. Körperspannung wird im Allgemeinen als Grundlage für die effektive und optimale Durchführung aller möglichen Arten von Bewegungen betrachtet. Häufig wird davon ausgegangen, dass eine gute Körperspannung auch eine Prophylaxe gegen eine Reihe von Sportverletzungen (Umknicken, Stolpern etc.) leistet. Obwohl diese Eigenschaft für sehr viele Bewegungskünste als wünschens- und erstrebenswert vorausgesetzt wird, weichen gängig verwendete Beschreibungen oder Erklärungen dieses Begriffs voneinander ab.

## Definitionsprobleme von Körperspannung
Zwischen den beiden Gegensätzen völliger Entspannung und kompletter Anspannung aller Muskeln ist ein Optimum zu finden, in welchem gleichermaßen der Körper – oder ein Körperteil – mit einem Minimum an Kraftaufwand gehalten oder eine geplante Bewegung exakt durchgeführt wird.
Ein Problem der Definition ergibt sich daraus, dass jede Bewegungskunst, die eine Körperspannung voraussetzt, diese aus der jeweiligen Sicht der ausgeführten Disziplin beschreibt und bewertet.

## Beobachtete Auswirkungen
Beispielsweise ist die erstrebte anmutige Armhaltung im Ballett ohne Körperspannung nicht zu erreichen. Jedoch muss hier das extrem lange Halten so ausgeführt werden, dass die Tanzfiguren nicht verkrampft, sondern flüssig und harmonisch erfolgen.
In der Adagio-Akrobatik sind die verwendeten Figuren teilweise zwar auch ohne Körperspannung durchführbar, leiden in ihrer Schönheit und Eleganz allerdings deutlich. Bei zu wenig Spannung, oder auch einem zu geringen Muskeltonus, kann bei vielen Figuren noch durch zentriertes Stehen genau im Gleichgewicht die Balance gefunden werden, allerdings wirkt die Ausführung deutlich weniger elegant und der tragende Partner benötigt ein Vielfaches an Kraft und Geschick. Wird dagegen die optimale Körperspannung durch ein Zuviel an Kraft, also eine massiven Anspannung ersetzt, so sind die Belastungen derart hoch, dass die Ausdauer nicht zur Ausführung einer üblichen Abfolge von Figuren ausreicht.

### Körperspannung und die Ausstrahlung eines Menschen
Über die Körperhaltung vermittelt eine geringe Körperspannung allgemein Unsicherheit, schlaffe Hände beim Gestikulieren wirken unsicher, hängende Schultern zeigen kein Selbstvertrauen. In der Kommunikation wird der spannungslose Mensch eben auch als wenig beeindruckend empfunden, andere, unsicher wirkende Personen nutzen scheinbar keine Muskeln für ihre Bewegungen.

## Erlernen der Körperspannung

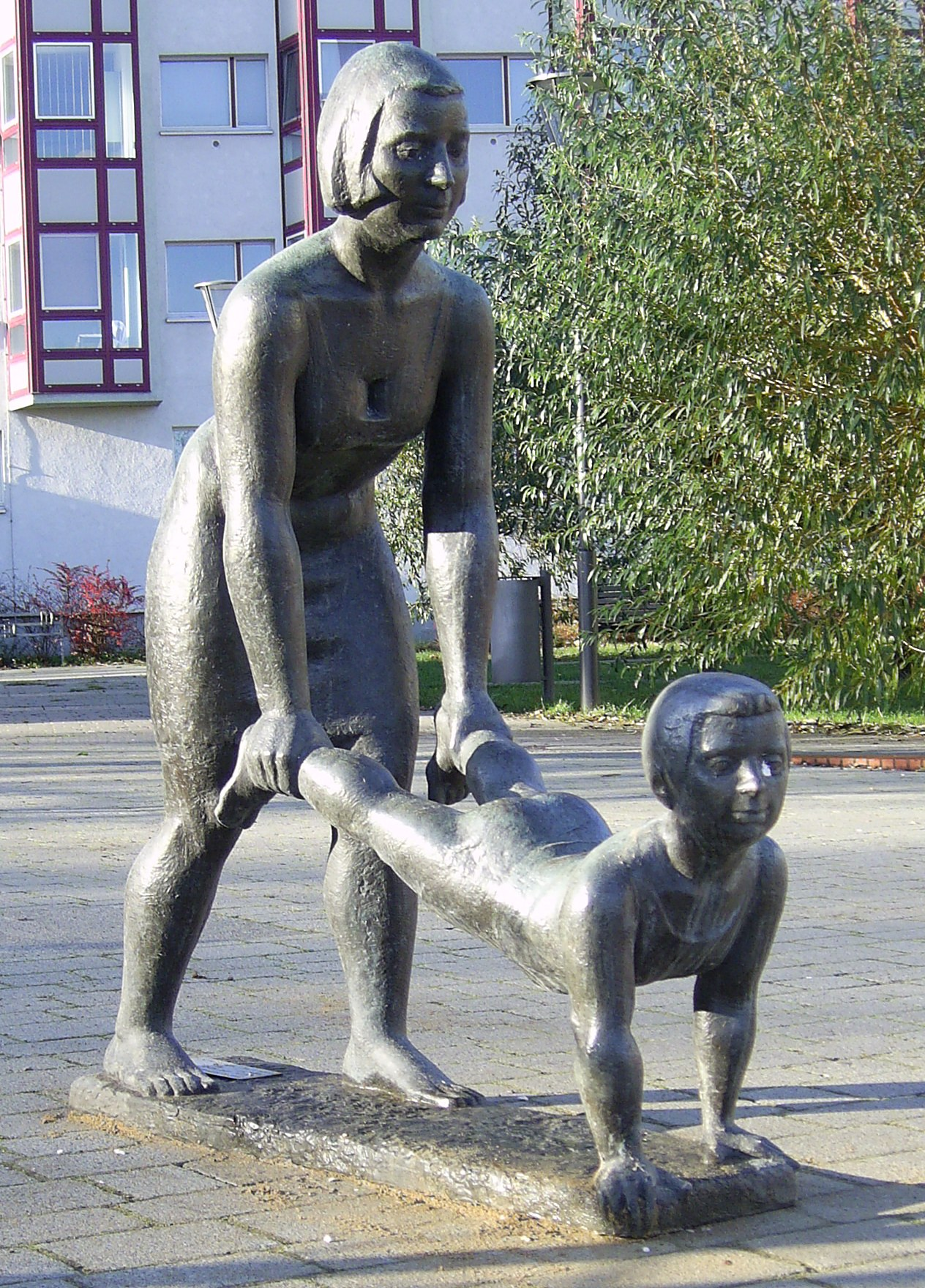
Spannungsspiel Schubkarre

Häufig wird nach einer Methode gesucht, um Körperspannung möglichst schnell lernen zu können. Hierbei ist unter anderem die Ausbildung als Balletttänzer eine der sichersten, aber nicht unbedingt eine der schnellsten Möglichkeiten. Allgemein wird zumeist nach sehr langer Übungszeit in jeder Sportart allmählich der notwendige Anteil der Körperspannung als Nebeneffekt des Trainings erreicht.
Einfachste Grundlagen lassen sich mit Spannungsübungen ähnlich der Liegestützposition (auch bekannt als Schubkarre) mit einem Anheben der Füße erreichen. Hierbei wird von dem die Füße anhebenden Partner gleichzeitig auch die Haltung korrigiert. Der Nachteil derartiger Übungen besteht darin, dass mit ihnen zwar isolierte Fähigkeiten trainiert werden, aber trotzdem keine nennenswerte Übertragung auf das Gesamtsystem erfolgt.

### Häufig genannte Übungen
- Hangwaage[2]

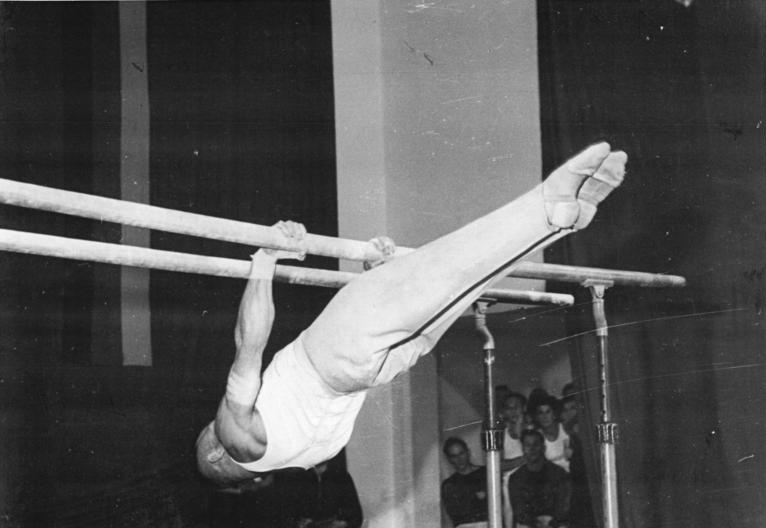
Hangwaage

  - an beiden Armen und einem gebeugten Bein
  - mit beiden Armen und Unterstützung an der Hüfte (s. o.)
  - mit beiden Armen und Unterstützung an den Füßen (s. o.)
- Brett (komplett gestreckter Körper) mit Auflagen an Schultern und Füßen
  - auf Podesten
  - auf Partnern / getragen
- Seitstütz
- Doppelter Liegestütz (Oberperson stützt auf den Händen der UP)
- Die Akrobatikfigur „Flieger auf den Füßen“ (die Unterperson liegt auf ihrem Rücken und balanciert die Oberperson auf den Füßen, die Hände sind hier gefasst), wird nun hier ein Bein weggenommen, muss eine komplexe Ausgleichsbewegung stattfinden. Die Übung kann gesteigert werden wenn das Festhalten mit gekreuzten Armen erfolgt.

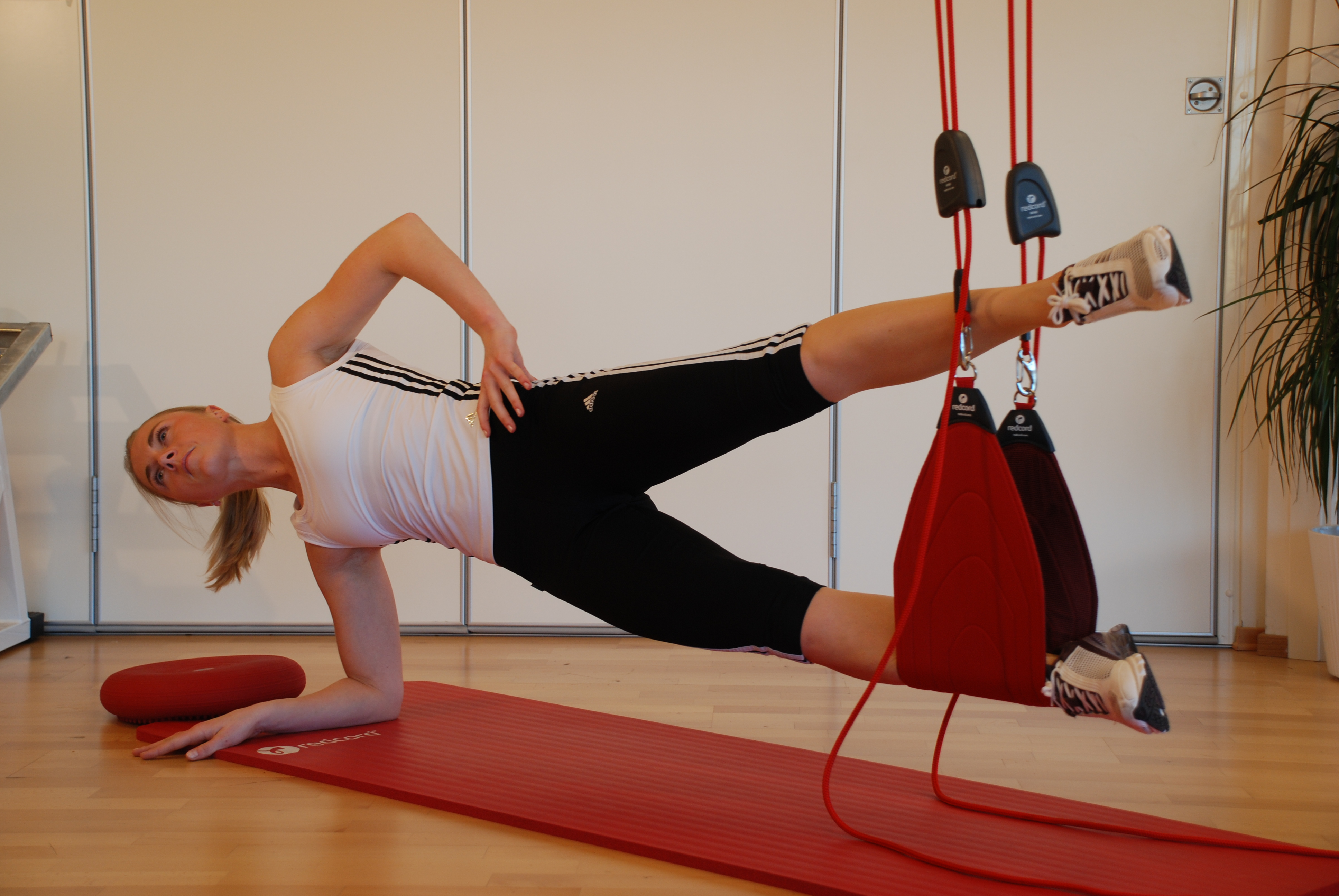
Seitstütz (mit Aufhängung an den Beinen)

## Krankheitssymptome, Krankheiten
Ein Symptom der Konversionsstörung ist die ungewollte, ständig wiederkehrende Körperanspannung aufgrund von psychischer Anspannung/Dauerstress. Ein weiteres Krankheitsbild ist das Stiff-man-Syndrom; beide sind neurologische Krankheiten.